# Gerlach Peters
Gerlach Peters (Deventer, 1378 – Windesheim, 1411) è stato un mistico tedesco.
Agostiniano, scrisse un Breviloquim e un Soliloquim ignitum che si inseriscono nel campo della devotio moderna.